# Psychodrame analytique individuel
 (juillet 2019).
Si vous disposez d'ouvrages ou d'articles de référence ou si vous connaissez des sites web de qualité traitant du thème abordé ici, merci de compléter l'article en donnant les références utiles à sa vérifiabilité et en les liant à la section « Notes et références ».
Le psychodrame analytique individuel est une thérapie proposant à la fois un jeu de rôles et une réflexion quant à ce jeu. Il est à différencier du psychodrame psychanalytique de groupe.

## Histoire
Le psychodrame est d'abord l'invention de Moreno : il s'agit alors d'un jeu de rôles permettant à Moreno d'inspecter les postures familiales, sociales, de chaque individu. Au lieu d'assister à un spectacle, le participant est invité à le jouer, éventuellement échangeant son rôle avec d'autres participants. Trois psychanalystes français, René Diatkine, Serge Lebovici et Evelyne Kestemberg modifient la structure du psychodrame, l'adaptant aux particularités de la psychanalyse et fondant le psychodrame analytique individuel.

## Dispositif

### Temps
Le psychodrame se répartit sur trois temps : élaboration de la scène, jeu psychodramatique et interprétation. Mais le meneur de jeu peut interrompre le jeu pour livrer une interprétation, ou pour mettre fin à une scène inutile, née d'une résistance.

### Élaboration
Un psychanalyste meneur de jeu écoute le patient inventer une scène, souvent mettant en jeu des proches ou une situation récemment vécue. Le meneur de jeu peut éventuellement orienter le patient, surtout un patient en difficulté à ce moment.
L'élaboration sera aussi le temps d'assigner les rôles de la scène à des co-thérapeutes, eux aussi psychanalystes.

### Jeu
Le jeu est le moment pour le patient de confronter sa représentation de la scène avec sa figuration en acte.
Mais les psychodramatisants joueront peut-être d'une manière que le patient n'attendait pas. D'autre part, il existe des procédés particuliers :
- un cothérapeute joue une personne ayant des ressentis similaires au patient (jeu en miroir). Ceci donne au patient la possibilité de s'identifier à un autre, image de lui-même.
- un cothérapeute (le double) se place derrière le patient et énonce ses pensées les plus latentes et non-dites.
- les rôles sont inversés
- le meneur de jeu met fin à la scène pour livrer une interprétation, puis la laisse redémarrer ou non

### Interprétation
Cette troisième phase est le temps de la représentation, de l'élaboration, de la construction. Le meneur de jeu interprète ce que le patient a joué, ses réactions qu'il n'a pas jouées, ou la différence entre ce qu'il a joué et la scène qu'il avait proposée. Si le patient réagit, l'entretien pourra durer plus longtemps.

## Processus thérapeutique
Le psychodrame est recommandé dans de nombreux cas: forte inhibition ; difficulté de représentation, failles psychosomatiques, particulièrement pour les enfants et les adolescents.Cette dernière application a été adaptée et enrichie des apports de François Ladame.
Pour René Diatkine, l'effet thérapeutique joue sur un écart. Le patient pense qu'il pourra tout jouer, qu'il pourra, ainsi dans l'imaginaire, réaliser tous ses désirs. Mais il s'aperçoit, très vite, que ce jeu là n'est pas possible : même en jeu le désir se refuse. C'est cet écart entre ce que le patient croit vouloir jouer et les scènes qu'il est finalement apte à figurer qui renvoie au psychodramatisant une image de sa relation aux objets. Pour le dire autrement, la scène, comme insatisfaisante de par la faute même du psychodramatisant, fait retour sur la perception qu'il a de son désir.

### Gestes, corps et pulsion
Le jeu permet de figurer par le geste une pulsion ne pouvant être dite. Si l'on pense au symptôme comme signifiant, on comprendra alors le jeu, dynamique gestuelle, comme discours du corps, lequel se verra réinvesti spécifiquement au travers du jeu. La signification même du corps se voit ainsi élaborée.
Les cothérapeutes eux aussi ont recours à des gestes ; l'espace de jeu lui-même se verra souvent mis à contribution : par exemple il y aura symétrie entre plusieurs cothérapeutes ou objets figurés ; peut être une partie de la pièce dans laquelle se tient le psychodrame se verra-t-elle investie d'une fonction particulière, au travers de scènes, de figuration variées.

### Représentation
Les cothérapeutes offriront dans le jeu des représentations, des mots, dont le patient se saisira, ou non. Le psychodrame met en œuvre un travail de figuration, d'élaboration psychique souple car le patient dispose de nombreux moyens de s'exprimer, voire de laisser s'exprimer ce qu'il ne connaît pas de son désir.
Le jeu pourra être l'occasion de se confronter au fantasme, et de découvrir des défenses face à cette formation de compromis.

### Transfert et objet
Le transfert psychodramatique vise essentiellement le meneur de jeu, interprète des langages. Cependant, il y aura également investissement des cothérapeutes ; la latéralisation du transfert permet à l'enfant d'expérimenter un investissement pulsionnel moins risqué pour lui. Ce transfert latéralisé peut alors faire retour sur le meneur de jeu, permettant interprétation - comme dans la cure psychanalytique classique.